# Pavel Karelin
Pavel Vladimirovitch Karelin (Górki, 27 de Abril de 1990 - Nizhny Novgorod, 9 de Outubro de 2011) foi um esportista russo, famoso praticante de salto de esqui.

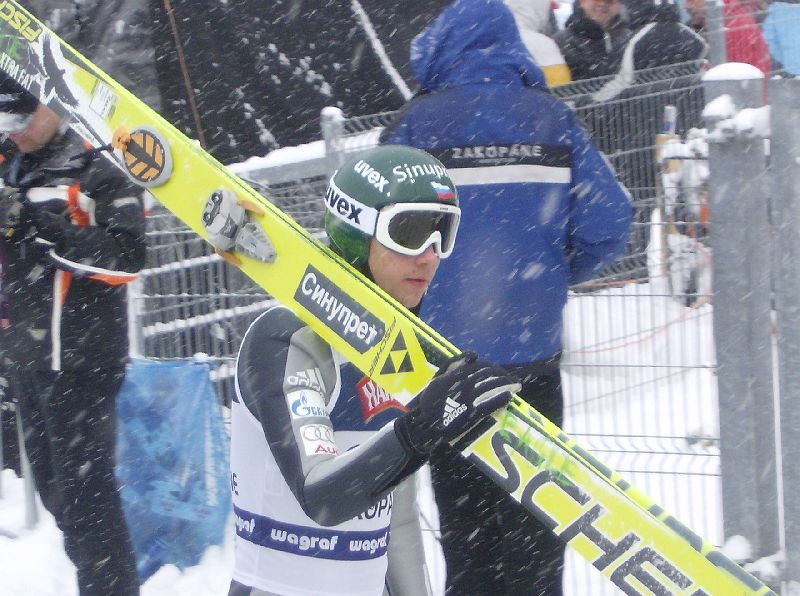
Pavel Karelin em 2008

Nascido e criado na cidade de Nizhny Novgorod, praticava seu esporte na Escola Ifanto-Juvenil de Esportes de sua cidade, e logo tornou-se atleta olímpico, podendo em 2007 disputar a copa do mundo de esquí.

Em 9 de Outubro de 2011, morreu por decorrência de um acidente automobilístico no distrito de Nizhny Novgorod.

## Referencias
1. ↑  «Campeão russo de esqui morre em acidente de viação». dn.pt. DN Desporto. 9 de outubro de 2011. Consultado em 29 de novembro de 2014